# Сальватор (роман)
«Сальватор» (фр. Salvator) — приключенческий роман Александра Дюма-отца, написанный им совместно с Полем Бокажем и опубликованный в 1855—1859 годах. Его действие происходит в конце 1820-х годов. Продолжение романа «Могикане Парижа».

## Сюжет и судьба текста
«Сальватор» стал продолжением романа «Могикане Парижа». Центральным персонажем здесь является переодетый принц, который, притворяясь простым парижским обывателем, руководит республиканским заговором накануне Июльской революции.
Дюма работал над «Сальватором» в 1855—1859 годах совместно с Полем Бокажем. Роман выходил отдельными главами в газете Дюма Le Mousquetaire (1855—1856), затем в газете Le Monte Cristo. Позже в Париже вышло отдельное книжное издание.